# Иновација
Иновација је промена, новина или процес доношења промена. У хуманистичким струкама, појам се односи на процес осавремењавања и позитивне промене у услугама или њиховим резултатима. Иновација је примена нове и побољшане идеје, поступка, добра, услуге, процеса која доноси нове користи или квалитет у примени. ISO TC 279 у стандарду ISO 56000:2020 дефинише иновацију као „нови или промењени ентитет који остварује или редистрибуира вредност“. Други имају другачије дефиниције; заједнички елемент у дефиницијама је фокус на новости, побољшању и ширењу идеја или технологија. Иновације у ширем смислу доносе побољшања у подручју: конструкције производа (технолошке иновације), иновације процеса, организације рада или пословања, маркетинга, иновације услуга и др. У условима жестоке конкуренције и засићеног тржишта фирме које не иновирају, стагнирају, а стагнација је увод у одумирање. У ширем смислу речи, иновација је сваки захват којим се смањују инпути, тј. трошкови производње и администрације, повећава продуктивност или искориштење опреме или времена, побољшава квалитет производа или услуга, повећава сигурност, смањује шкарт, унапређује пласман и др, односно свака мера која води ка порасту конкурентности.
Посебно је важна улога иновација у предузетништву, па се предузетништво и дефинише као трајно настојање да се тражењем иновација и њиховом комерцијализацијом оствари профит. У складу са претходним дефиницијама, иновације у ширем смислу речи обухватају организацијске, пословне, административне и друге врсте иновација, од ситних корисних идеја до крупних захвата реорганизације или измена пословне политике.
Иновација се често одвија кроз развој ефикаснијих производа, процеса, услуга, технологија, уметничких дела или пословних модела које иноватори стављају на располагање тржиштима, владама и друштву. Иновација је повезана са, али није исто што и проналазак: иновација је склонија да укључи практичну примену проналаска (тј. нове/побољшане способности) како би извршила значајан утицај на тржишту или друштву, и не захтевају све иновације нови проналазак.

## Дефиниција
Прегледи литературе о иновацијама пронашли су различите дефиниције. Године 2009. Барегеj et al. пронашли су око 60 дефиниција у различитим научним радовима, док је истраживање из 2014. године пронашло преко 40. На основу њиховог истраживања, Барегеj et al. покушали су да дефинишу мултидисциплинарну дефиницију и дошли су до следеће дефиниције:
„Иновација је вишестепени процес у коме организације трансформишу идеје у нове/побољшане производе, услуге или процесе, како би напредовале, конкурисале и успешно се разликовале на свом тржишту“
 У индустријском истраживању о томе како је софтверска индустрија дефинисала иновације, следећа дефиниција коју су дали Кросан и Апајдин сматрала се најпотпунијом. Она се заснива на дефиницији приручника Организације за економску сарадњу и развој (OECD):
Иновација је производња или усвајање, асимилација и искоришћавање новости са додатом вредношћу у економским и друштвеним сферама; обнављање и проширење производа, услуга и тржишта; развој нових метода производње; и успостављање нових система управљања. То је и процес и резултат.
 Амерички социолог Еверет Роџерс је то дефинисао на следећи начин:
„Идеја, пракса или предмет који појединац или друга јединица усвајања перципира као нов“
 Према Алану Алтшулеру и Роберту Д. Бену, иновација укључује оригинални проналазак и креативну употребу и дефинише иновацију као генерисање, пријем и реализацију нових идеја, производа, услуга и процеса.

## Технолошке иновације
Посебна врста иновација су технолошке иновације, од категорије корисног предлога, преко техничких унапређења до изума, који свом власнику могу осигурати битну конкурентску предност, тј. монопол. У развијеним привредама, иновацијама и иноваторима посвећује се посебна пажња, а инвентивност високо котира на лествици система вредности. Највреднијим ресурсом предузећа не сматрају се материјална добра попут зграда, погона или капитала (то се увек може наћи на тржишту), него знање, искуство и инвентивност садржана у индустријској традицији нације и квалитетном кадру. Иновације у ужем смислу обухваћају интелектуално власништво, које садржи следеће категорије:

### Изум
Иако се иновације, па и изуми увек ослањају на постојеће стање технике, епохални изуми 19. и 20. века попут парне машине, СУС мотора (мотор са унутрашњим сагоријевањем), наизменичне и полифазне струје, асинхроног мотора, транзистора и полупроводничке технологије, били су узрок скоковитог узлета технолошког развоја. С повећањем опсега производње од појединачне - мануфактурне до масовне, морала се мењати и организација производње.
Технолошки развој је прво тешки физички рад човека заменио снагом машина покретаних погонским горивима (парна машина и СУС мотор), затим (барем у масовној производњи) свео физички рад на минимум у корист интелектуалног рада (аутоматизација и роботизација фабрика), те коначно данас елиминише досадне интелектуалне рутине ослобађајући човека за креативно стваралаштво помоћу савремених рачунарских програма.
Ако се искључе епохални изуми, који су били предуслов индустријске, па и недавне информатичке револуције у технолошком развоју, највећи број технолошких иновација, па и изума нуди тек незнатна побољшања или другоразредне новитете. Па ипак, и такви су изуми од великог значаја у условима данашње конкуренције на светском тржишту, на коме је стално пласирање нових модела императив и питање опстанка. Осим тога, низ ситнијих побољшања, корак по корак кроз дуже временско раздобље резултира битним унапређењем (пример: поступно повећање капацитета оптичких дискова од ЦД до DVD са плавом ласерском зраком (Блу-реј), произвело је битно побољшани медиј за чување дигиталних података).

### Патент
Изум се штити патентом, који је потребно добити од националног или међународног патентног уреда по основи стручно и коректно састављене пријаве патента. Патентирање изума је веома важан процес, јер је то једини институт који свом власнику даје право на монопол током времена трајања патентне заштите (највише 20 година од дана подношења пријаве).
Да би изум био патентибилан, неопходно је:
- да решава технички проблем
- да је нов (тј. не сме бити садржан у постојећем стању технике, нити на било који начин обзнањен пре објаве у службеном гласнику патентног уреда)
- да има инвентивни ниво (тј. не сме очигледно произлазити из постојећег стања технике)
- да је индустријски примењив.

Патентом, односно у њему садржаним патентним захтевима штите се само начела функционисања изума без навођења димензија или било каквих других изведбених података, при чему начин решења и функционисања морају бити потпуно откривени у опису решења.
Поступак издавања патента је дуготрајан, при чему првенство власника патента као и рок његове важности почиње с даном уписа пријаве у регистар пријава, а то је по правилу дан подношења пријаве у патентном уреду. Патент важи само на подручју државе у којој је поднет, међутим објавом пријаве у службеном гласнику изум улази у познато стање технике, па га евентуални плагијатор не може више штитити под својим именом ни у државама у којима стварни власник није тражио заштиту, тј. не може остварити монопол. Прописаном процедуром може се тражити и заштита у групи држава које су потписнице одговарајућих међународних конвенција. Такав је на пример и EUROPATENT. Инострана заштита је врло скупа, при чему значајан део цене отпада на услуге страног патентног заступника, који се у поступку не може заобићи.

### Лиценца
Док су патентом дефинисани само принципи функционисања изума, лиценца у правилу укључује и конструктивну, радионичку и пратећу документацију (упутства за монтажу, употребу и др.) неопходну за покретање производње и стављање објекта у погон или продају. Прецизније опсег испоручене документације, као и међусобне односе даватеља и приматеља лиценце дефинише уговор о лиценцирању. Уговор увек забрањује приматељу лиценце самостално располагање примљеном документацијом, а посебно давање документације трећим странкама без одобрења даватеља лиценце.

### Знати како
Знати како (Know-How) је најкомплетнији облик преноса свих потребних знања за успешну производњу, те уз комплетну техничку документацију (конструктивне и радионичке цртеже, техничке прорачуне и др.) садржи и посебна знања и искуства, упутства о технологији израде или производње, контроле и др, а посебно специфичне поступке који се иначе сматрају пословном тајном, као и искуства и знања која нису нигде садржана у писаном облику. Може укључивати образовање особља приматеља.

## Остало интелектуално власништво
Уз патенте, чију дефиницију, заштиту, упорабу и промет регулише Закон о патенту, легислатива штити и друге облике интелектуалног власништва. То су:
- Топографија полуводичких производа
- Дизајн
- Ауторство
- Жиг (вербални жиг) - садржи карактеристичне речи или слоган, и фигуративни жиг - садржи графички обликован знак (логотип, графички обрађен текст). Служи за означавање производа и услуга.
- Ознака географског порекла - користи се обично када је локација где је произведен или узгајен производ у тесној вези са реномираним квалитетом производа.

Прва два облика се сусрећу у подручје технике, док ауторство може и не мора да има садржај техничког карактера (ауторством се штите и литерарна и уметничка дела и изведбе). Дизајн такође може да дефинише на пример узорке на текстилу и сл., дакле није чисто техничка категорија. Стога се у техници чешће говори о индустријском дизајну. Технички усмерено интелектуално власништво уобичајено се назива индустријским власништвом.

## Индустријски дизајн
Осим допадљивог изгледа, тј. естетске компоненте која има врло значајну улогу у условима жестоке светске конкуренције, нужно укључује и ергономију која осигурава лакоћу и удобност руковања. На пример, мобилни телефон са сувише збијеним типкама и ситним, слабо видљивим словима или прекомпликованим менијима је ергономски лоше решен, иако иначе беспрекорно функционише. Дизајн укључује и привлачно и информативно паковање, избор и примену карактеристичних препознатљивих боја и ознака фирме, слогана, логотипова и др.
Дизајнер мора бити укључен у развој производа од фазе конципирања и тражити оптимална решења како с гледишта ергономије и естетике, тако и с гледишта технологичности.

## Топографија полупроводничких производа
Топографија полупроводничких производа је приказ тродимензионалног распореда слојева проводног, изолацијског и полупроводног материјала у полупроводничким производима намењенима извођењу одређене електроничке функције. Заштита се не односи на концепт, поступак, систем, технику производње нити информацију као такву, него само на топографију као приказ тродимензионалног распореда набројаних слојева, односно елемената.
Основни услов заштите је изворност (тј. решење треба да буде резултат властитог развоја) и новост (тј. решење не сме да буде уобичајено у индустрији полупроводника).
Као и код осталих облика индустријског власништва, заштита у времену трајања заштите на подручју надлежности патентног уреда који је одобрио заштиту осигурава монопол, тј. искључиво право власника да забрани или одобри умножавање, те увоз, продају и друго стављање у промет топографије или полуводичког производа произведеног њезиним кориштењем, као и производа у који је уграђен производ који садржи заштићену топографију.